# Curtis Johnson (Footballspieler)
Curtis Wise Johnson (* 22. Juni 1948 in Toledo, Ohio) ist ein ehemaliger US-amerikanischer American-Football-Spieler auf der Position des Cornerbacks. Er spielte neun Saisons bei den Miami Dolphins in der National Football League (NFL).

## Karriere
Fluellen spielte von 1967 bis 1969 College Football an der University of Toledo für die Toledo Rockets. Er wurde zweimal zum First-Team All-MAC gewählt und half in seiner letzten Saison den Rockets die erste von drei aufeinanderfolgenden Perfect Seasons zu erzielen. Er wurde dafür auch von Newspaper Enterprise Association (NEA) zum First-Team All-American gewählt. Zum 100-jährigen Jubiläum der Rockets 2017 wurde Cole auf Platz 9 des All-Century Teams gewählt.
Im NFL Draft 1970 wurde Johnson in der vierten Runde als insgesamt 81. Spieler von den Miami Dolphins ausgewählt. In seiner Rookiesaison spielte er alle 14 Spiele von Beginn an auf der Position des linken Cornerbacks. Er erzielte drei Interceptions und eroberte vier Fumble. Er trug damit dazu bei, dass die Dolphins erstmals die Playoffs erreichten. 1971 wechselte er auf die rechte Seite, auf der er erneut in jedem Spiel auftrat, dabei zehnmal von Beginn an. Er erzielte in dieser Saison zwei Pässe abfangen und konnte zusätzlich ein Field Goal blocken. In den Playoffs konnte Johnson zusätzlich in den Divisional Playoffs beim 27:24-OT-Sieg gegen die Kansas City Chiefs eine Interception erzielen. Johnson erreichte mit den Dolphins in dieser Saison erstmals den Super Bowl, den sie jedoch verloren. 1972 konnte er in 13 von 14 Spielen starten. In den letzten vier Spielen der Regular Season konnte er drei Pässe abfangen. Zusätzlich konnte er in der Saison drei Punts blocken. Die Dolphins gewannen in dieser Saison den Super Bowl VII und stellten dabei die erste Perfect Season in der NFL-Geschichte auf. Auch 1973 spielte er wieder in allen Spielen und startete nur eines davon nicht. Er gewann mit den Dolphins mit 24:7 den Super Bowl VIII, wobei Johnson eine Interception fing. 1974 spielte er in dreizehn Spielen, davon zwölf von Beginn an. In der folgenden Saison startete er wieder in allen 14 Spielen und konnte vier Interceptions fangen, drei davon in einem Spiel. Die Dolphins verpassten trotz einer 10-4-Bilanz erstmals seit 1970 wieder die Playoffs. 1976 startete Johnson neun seiner dreizehn Spiele. Er konnte nur eine Interception fangen. 1977 startete er jedes Spiel für die Dolphins. Er konnte mit vier Interceptions seinen Karrierebestwert wiederholen. In seiner letzten Saison konnte er in fünfzehn Spielen auflaufen, davon zwölf von Beginn an. Er konnte drei Pässe abfangen und half den Dolphins zurück in die Playoffs.
1984 wurde Johnson Feuerwehrmann in Toledo. Sein Sohn verstarb im Januar 2011 während eines Feuers.